# 数学心理学
数学心理学是利用数学模型来研究心理现象的心理学分支。用定量的方法来描述心理现象。由于研究的对象的复杂性，一般只能对研究作模糊的定性描述，但在信息论、控制论、统计决策论和電腦科学发展的推动下，数学心理学也发展迅速，不断取得了新成果。用数学模型描述心理现象，其优越性不仅是它比自然语言的描述具有更大的概括性、准确性、演绎力和预测力，更重要的是它便于用计算机来模拟，为研究人工智能创造了更好的辅助。

## 历史
- 1860年德国心理学家 费希纳在心理物理学研究中，最早用数学公式描述了客观物理量和主观感觉强度之间的函数关系。
- 1927年瑟斯顿在制定心理量表时提出了比较判断率，并用公式来表明两个刺激间的主观距离。
- 第二次世界大战后，在信息论、控制论、统计决策论和计算机科学的推动下，数学心理学发展迅速。
- 20世纪50年代初，埃斯蒂斯、布什和莫斯蒂勒提出的学习模型，是这一新方向的开端。
- 目前实验心理学的许多重要领域，如测量、决策、学习和社会的相互作用等方面，都已制定出大量的数学模型。

## 数学心理学的范畴
- 心理量表编制
- 学习曲线
- 记忆和遗忘曲线